# Kristine Raahauge
Kristine Raahauge (* 23. Mai 1949 in Alluitsoq; † 7. Februar 2022 in Kolby Kås, Dänemark) war eine grönländische Politikerin (Siumut) und Eskimologin.

## Leben
Kristine Raahauge war die Tochter der Hausfrau Martha Lange geb. Simonsen. Am 25. März 1972 heiratete sie den dänischen Oberlehrer Paul Raahauge (* 1946). Aus der Ehe gingen die Kinder Anja, Brit und Axel hervor.
Sie besuchte von 1964 bis 1965 eine dänische Efterskole und anschließend von 1967 bis 1968 die Handelsschule in Ikast. 1969 wurde sie in Nanortalik zur Handels- und Büroassistentin ausgebildet. Anschließend war sie ein Jahr Postmeisterin in Nanortalik und dann bis 1976 Hilfslehrerin in der Stadt. Von 1976 bis 1981 war sie Hilfslehrerin im grönländischen Internat in Samsø. Anschließend war sie bis 1983 Büroassistentin in Nanortalik und dann Oberassistentin. Von 1984 bis 1990 war sie Bürobevollmächtigte. Nebenher arbeitete sie in Teilzeit als Museumsleiterin des Nanortalik-Museums. Anschließend wurde sie hauptamtlich Museumsleiterin. Sie führte das Amt bis 1993 aus.
1993 wurde sie zur Bürgermeisterin der Gemeinde Nanortalik gewählt. Sie kandidierte bei der Parlamentswahl 1995 und wurde für eine Legislaturperiode ins Inatsisartut gewählt. 1997 schied sie als Bürgermeisterin aus und übernahm wieder den Job als Museumsleiterin. 1999 kandidierte sie nicht mehr bei der Parlamentswahl.  2005 wurde sie ein weiteres Mal zur letzten Bürgermeisterin der Gemeinde Nanortalik vor der Verwaltungsreform 2009 gewählt. Bei der Kommunalwahl 2008 wurde sie in den Rat der neuen Kommune Kujalleq gewählt. Bei der Kommunalwahl 2013 trat sie nicht mehr an.
Ende der 1960er Jahre war sie Anführerin der Pfadfindergruppe in Nanortalik. In den 1970er Jahren setzte sie sich in Nanortalik für die Frauenbewegung ein. Von 1987 bis 1991 war sie Mitglied des Grönländischen Museumsausschusses und von 1991 bis 1995 Vorsitzende des Grönländischen Museums- und Archivausschusses. Sie verfasste einige wissenschaftliche Aufsätze über die Inuit in Südgrönland mit. Für das Buch Cultural encounters at Cape Farewell erhielt sie gemeinsam mit Einar Lund Jensen und Hans Christian Gulløv den Julius-Bomholt-Preis.
Kristine Raahauge starb am 7. Februar 2022 plötzlich im Alter von 72 Jahren in ihrem Haus auf Samsø.

## Werke
- Hans Christian Gulløv, Kristine Raahauge et al.: Tidlig Thulekultur i Sydgrønland. Rapport om undersøgelserne i Nanortalik kommune, sommeren 2001. Nationalmuseets Center for Grønlandsforskning, Kopenhagen 2002.
- Kristine Raahauge, Martin Appelt: Itilleq og palæoeskimoerne i Sydgrønland. In: Tidsskriftet Grønland. Nr. 2002/4, S. 113–124 (Online [PDF]).
- Kristine Raahauge, Einar Lund Jensen, Bjarne Grønnow, Hans Christian Gulløv: Bopladser langs konebådsruten mellem vest- og østgrønland. Rapport om besigtigelser fra Pamialluk til Aluk, sommeren 2004. Nationalmuseets Center for Grønlandsforskning, Kopenhagen 2005.
- Einar Lund Jensen, Kristine Raahauge, Hans Christian Gulløv: Cultural encounters at Cape Farewell. The East Greenlandic Immigrants and the German Moravian Mission in the 19th Century. In: Meddelelser om Grønland. Band 348. Museum Tusculanum Press, Kopenhagen 2011, ISBN 978-87-635-3165-8.